# 1215

## Събития
- Монголските войски на Чингис хан превземат Яндзин, столица на джурченската династия Дзин
- Джон Безземни слага подписа си под Велика харта на свободите

## Родени
- 23 септември – Кубилай хан, монголски Велик хан

## Починали
- Никита Хониат, византийски историк